# Диссель, Вернер
Вернер Диссель (нем. Werner Dissel; 26 августа 1912, Кёльн, Германия — 22 января 2003, Швиловзе, Германия) — немецкий актёр и режиссёр, антифашист, член движения Сопротивления во время Второй мировой войны, член организации «Красная капелла».

## Биография
Вернер Фридрих Диссель родился 26 августа 1912 года в Кёльне, в Германской империи. В 1930-х годах работал фотокорреспондентом и графическим дизайнером. В это же время он вступил в группу Франца Юнга и Харро Шульце-Бойзена, и участвовал в издании журнала Der Gegner («Враг»). С 1935 года вместе с Вальтером Кюхенмайстером работал в газете движения сопротивления Wille zum Reich («Воля империи»).
С 1937 по 1939 года отбывал заключение в тюрьме из-за контактов с антифашистским движением. После освобождения из заключения, в чём ему помог Харро Шульце-Бойзен, он стал членом организации «Красная капелла», и по совету соратников добровольцем вступил в вермахт. Он присоединился к вооруженным силам незадолго до вторжения Германии в Польшу, и служил в воинской метеорологической части. Когда в 1942 году начались аресты борцов движения сопротивления, он избежал ареста и казни только благодаря стойкости своих друзей.
После окончания Второй мировой войны, вступил в Коммунистическую партию Германии (KPD) и поселился в Висбадене, где работал театральным художником и актером кабаре. В 1950 году эмигрировал в ГДР.
С 1950 года он работал, как актёр в многочисленных постановках пьес, телевизионных шоу и фильмов, а позднее и как режиссёр. В период с 1960 по 1979 год работал в Berliner Ensemble, сотрудничал с DEFA и DFF. В октябре 1986 года вместе с коллективом получил Художественную премию ГДР.
После падения Берлинской стены Вернер Диссель, продолжил актерскую карьеру, снимался в телесериалах, таких как «Судья Стефани» и «Полиция 110». В общей сложности он снялся в более чем ста фильмах и телевизионных постановках.
Умер 22 января 2003 года вблизи Потсдама, Германия.

## Избранная фильмография

### Актёр
- 1954 — Эрнст Тельман — сын своего класса / Ernst Thälmann — Sohn seiner Klasse
- 1958 — Отверженные
- 1959 — Товары для Каталонии / Ware für Katalonien
- 1960 — Незнакомец / Der Fremde — рабочий
- 1961 — Операция «Гляйвиц» / Der Fall Gleiwitz
- 1963 — Голый среди волков / Nackt unter Wölfen
- 1966 — Живой товар / Lebende Ware — Эрне Броди
- 1968 — Тайный отряд: Чупага / Geheimkommando Ciupaga — гауптман Гарцель
- 1970 — Ловушка
- 1970 — Освобождение
- 1974 — Ульзана
- 1980 — Мельница Левина / Levins Mühle
- 1988 — Фаллада. Последняя глава / Fallada — letztes Kapitel
- 1989 — Каминг-аут

### Режиссёр
- 1962 — На острове Афродиты
- 1963 — Не играйте с любовью
- 1963 — Много шума из ничего